# Robin Hood Junior
Robin Hood Junior (Reckless Kelly) è un film del 1993 prodotto, scritto, diretto e interpretato da Yahoo Serious.

## Trama
Un moderno Robin Hood che deruba le banche in Australia e distribuisce i proventi delle rapine alla povera gente, deve trovare un milione di dollari per salvare la terra della sua famiglia. Un produttore di Hollywood gli farà un'offerta che non potrà rifiutare.

## Critica
Neil Jillett, critico cinematografico del quotidiano The Age, ha scritto: "Ci sono buone gag qua e là, e alcuni colpi di scena sono caratterizzati da una spassosa, surreale follia. Ma la narrazione non è priva di lentezze. La maggior parte dei messaggi che Serious immette nel film - salvaguardia dell'ambiente, essere contro la violenza e contro le banche, scherno verso gli inglesi, sostegno alla repubblica, derisione delle mode americane e dell'ipocrisia religiosa - sono presentati con un compiacimento che mancava ad Einstein Junior (opera precedente del regista)."

## Box office
In patria il film ha incassato $5,444,534.

## Colonna sonora
Il gruppo Divinyls incise una cover della canzone "Wild Thing" per la colonna sonora del film. Il singolo raggiunse la posizione numero 39 nella Australian Singles Chart. La colonna sonora include anche il brano "Ride", inciso per l'occasione dai Mental As Anything e che segnò la ricostituzione del gruppo dopo tre anni di separazione.